# Jentijeti
| W17 · X1 | F32 · X1 · G43 |

| W17 · X1 | F32 · X1 · G43 |

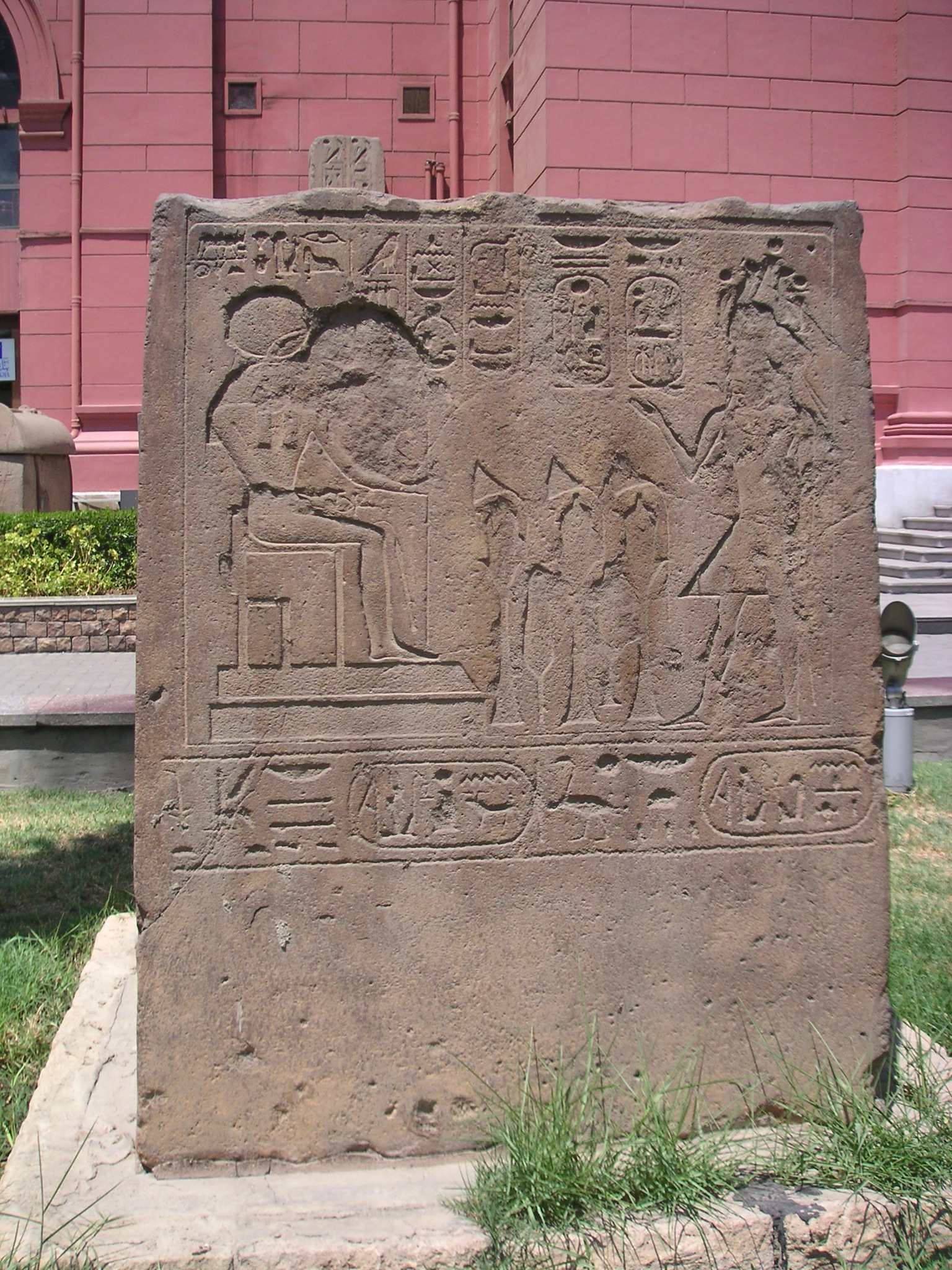
Ramsés II haciendo una ofrenda a Horus Jentijeti en la base de un obelisco de Atribis, capital del X nomo del Bajo Egipto. Dinastía XIX.

Jentijeti o Jenti-jeti (griego: Jentejtai), en la mitología egipcia, era un dios-cocodrilo de carácter solar que representa el sol joven repeliendo a las criaturas de la oscuridad. Más tarde se le representó como un dios-halcón creador que fue considerado gradualmente como una forma de Horus: Horus Jentijeti. Su nombre significa "el que más lejano se retira"

## Representaciones
Inicialmente se le representaba con forma de cocodrilo, y en el Reino Medio como un dios con cabeza de halcón, doble corona de plumas y un disco solar. Desde el Imperio Nuevo se le ha representaba con cabeza de halcón y doble corona. 
En el período grecorromano se añadieron otras variantes iconográficas: como dios entronizado con un disco solar en la cabeza y como halcón con la corona Atef.

## Origen y evolución
Antiguamente, era el dios patrono cocodrilo de Atribis, en el Delta occidental del Nilo, Bajo Egipto. Por eso, en la historia egipcia, se le ha asociado a menudo con Sobek y se le nombra como "El Señor de Atribis". Sin embargo, durante el Reino Nuevo, se le relacionó con Horus con forma de halcón. Se le conocía como Horas o Horus Jenti-Jeti. Como Hor-Jenti-Jati, era "Horus en el útero".

## Leyenda
Dice la leyenda que podía adoptar la forma de un toro negro gigante, llamado Kemuer. Más tarde fue sustituido por Osiris, también conocido como "Osiris, el que reside en Atribis". Como dios cocodrilo o halcón de Atribis, relacionado con Horus y Osiris, tiene como consorte a Juit.

## Arqueología
Se han encontrado inscripciones de Horus Jentijeti no solo en Atribis, como se muestra en la base de uno de los dos obeliscos erigidos por Ramsés II y finalizados por su hijo Merenptah, y hoy en El Cairo, sino también en el templo de Amón-Ra en Karnak, donde aparece como "Señor de Atribis".